# Torre de San Nicolás
La torre de San Nicolás són les restes de l'antiga església homònima de la ciutat espanyola de Coca, província de Segòvia, Castella i Lleó. Segons Julio Valdeón Baruque, és un exemple representatiu d'arquitectura gòtico-mudèjar; en paraules de José María de Azcárate tindria influències de la torre de la mesquita de Còrdova. Encara que la data de la seua construcció no és clara, és sabuda la seua existència ja l'any 1247. Té la categoria de bé d'interés cultural, amb el codi RI-51-0000879. Ha estat usada com a rellotge i com a colomer.